# Kumite féminin open
Le kumite individuel féminin open est une épreuve sportive individuelle opposant dans un combat des karatékas féminines sans distinction de poids. Ce type d'épreuve est appelé parfois Toutes catégories dans d'autres sports de combat. Cette épreuve a été disputée entre 1996 et 2008 pour les Championnats du monde de karaté et entre 1992 et 2008 pour les Championnats d'Europe de karaté.

## Championnes

### Championnes d'Europe
Cette section liste les championnes d'Europe de cette catégorie.
- 1992 :  Sari Laine
- 1993 :  Nurhan Firhat
- 1994 :  C. Hernandez
- 1995 :  Sari Laine
- 1996 :  Carmen García
- 1997 :  Roberta Minet
- 1998 :  Roberta Minet
- 1999 :  Chiara Stella Bux
- 2000 :  Yildiz Aras
- 2001 :  Nadine Ziemer
- 2002 :  Yildiz Aras
- 2003 :  Gloria Casanova Rodriguez
- 2004 :  Yildiz Aras
- 2005 :  Vanesca Nortan
- 2006 :  Snežana Perić
- 2007 :  Eva Tulejová-Medveďová
- 2008 :  Eva Tulejová-Medveďová

### Championnes du monde
Cette section liste les championnes du monde de cette catégorie.
- 1996 :  I. Senff
- 1998 :  M. Maja
- 2000 :  Yildiz Aras
- 2002 :  Snežana Perić
- 2004 :  Elisa Au
- 2006 :  Yildiz Aras
- 2008 :  Yuka Sato